# Féodossi Krassovski
Pour les articles homonymes, voir Krassovski.
Feodossi Nikolaïevitch Krassovski (en russe : Феодосий Николаевич Красовский, né le 14 septembre 1878 (26 septembre dans le calendrier grégorien) à Galitch et mort le 1er octobre 1948 à Moscou) est un astronome et géodésiste russe puis soviétique.

## Biographie
En 1900, il obtient un diplôme de l'institut Mejevoï de Moscou. Il y enseigne à partir de 1907.

## Recherches
Entre 1924 et 1930, Krassovski dirige des recherches astronomiques, géodésiques et cartographiques pour l'URSS. Il travaille à la mise en place du réseau national de géodésie et résout plusieurs problèmes liés à la topographie et à la gravimétrie.
À la fin de 1928, il fonde l'Institut central de recherche en géodésie et cartographie aérienne (TsNIIGAiK), qu'il dirige de 1928 à 1930. Il est par la suite directeur de la branche scientifique de 1930 à 1937. En 1940, avec Alexandre Izotov, un autre géodésiste soviétique, il définit l'ellipsoïde de Krassovski (en), qui sera utilisée plus tard comme modèle ellipsoïdal de la Terre par l'URSS et d'autres pays jusqu'au début des années 1990.
Mort à Moscou en 1948, Krassovski est enterré au cimetière de la Présentation de la Vierge.

## Récompenses et distinctions
- Prix d'État d'URSS (1943, 1952 – posthume)
- Ordre du Drapeau rouge
- Ordre de Lénine